# Turneria frenchi
Turneria frenchi är en myrart som beskrevs av Auguste-Henri Forel 1911. Turneria frenchi ingår i släktet Turneria och familjen myror. Inga underarter finns listade i Catalogue of Life.